# (200) Dynamène
(200) Dynamène est un astéroïde de la ceinture principale découvert par Christian Peters le 27 juillet 1879. Elle doit son nom à la Néréide Dynamène.

## Étymologie
L'astéroïde est nommé d'après la Néréide Dynamène. Ce nom, un participe, signifie « celle qui peut, celle qui est capable ». Dynamène, avec sa sœur Phéruse, était associée à la grandeur et la puissance des grandes houles océaniques.

## Composition
Sur la base de son spectre lumineux, (200) Dynamène se classe comme un astéroïde de type C, indiquant qu'il a probablement une composition primitive similaire aux météorites chondrites carbonées. Le spectre de l'astéroïde montre des signes d'altération aqueuse.

## Compléments